# بادلو
بادلو هي قرية في مقاطعة ميانة، إيران. عدد سكان هذه القرية هو 68 في سنة 2006.